# VIII tysiąclecie p.n.e.

## Wydarzenia
- około 8000 p.n.e.
  - na świecie żyło ok. 5 milionów ludzi
  - założenie osady w pobliżu obecnego miasta Akure w południowo-zachodniej Nigerii
  - początki rolnictwa na Bliskim Wschodzie (Mezopotamia, Starożytny Egipt) – uprawa jęczmienia i prymitywnych gatunków pszenicy
  - pojawienie się pierwszych wspólnot rolniczych oraz zastosowanie cegieł mułowych w Lewancie
  - Aborygeni tasmańscy zasiedlili Tasmanię

- około 7500 p.n.e.
  - początki dalekosiężnego handlu obsydianem
  - początek kultury neolitycznej Pengtoushan (Chiny)

## Zmiany środowiska
- około 8000 p.n.e.
  - koniec ostatniego zlodowacenia, Bałtyk uzyskał połączenie z Morzem Północnym
  - nastąpiło znaczne ocieplenie i zwiększona wilgotność klimatu
  - pustynna wcześniej Sahara zmieniła się w żyzną sawannę
  - Jezioro Czad osiągnęło rozmiary Morza Kaspijskiego

## Odkrycia i wynalazki
- około 8000 p.n.e.
  - powstają pierwsze łodzie: dłubanka i umiak
  - początki uprawy ryżu we wschodniej Azji
  - udomowienie owcy w południowo-zachodniej Azji

- około 7500 p.n.e.
  - wyrób ceramiki falistej przez ludność łowiecko-zbieracką z południowej Sahary
  - pierwsze zastosowanie lnu do produkcji tkanin